# D·W·莫非特
D·W·莫非特（Donald Warren "D. W." Moffett，1954年10月26日—）是美國的一位演員。他最著名的作品是在NBC電視劇勝利之光中飾演Joe McCoy角色。